# Жёлчные камни
Жёлчные камни, же́лчные камни — разнообразные по форме, величине и составу конкременты, встречающиеся в жёлчевыводящих путях.
Камни помещаются или в печени, или в ветвях и самом стволе печёночного протока, в жёлчном пузыре (чаще всего) и его протоке и в общем жёлчном протоке. Число камней может быть громадно. Величина камней колеблется в очень широких пределах, от размера просяного зерна до яйца, от боба до лесного ореха. Консистенция — твёрдая и хрупкая, реже восковидная. По составу различают однородные и сложные. В последних различают ядро, тело и кору. Первое состоит обыкновенно из сгустившейся слизи, эпителия с билирубиновым кальцием и углекислым кальцием, иногда из чистого холестерина, посторонних веществ (плодовые косточки, шарики металлической ртути, кровяные сгустки, глисты). Тело чаще всего состоит из холестерина, а кора — из холестерина или углекислого кальция и др. Образование жёлчного камня приписывается химическим причинам, когда холестерин и билирубиновый кальций выпадают вследствие разложения жёлчи и когда последняя получает кислую реакцию, что всего чаще может происходить при катаре жёлчного пузыря. Причины этого могут заключаться в различных метаболических или иммунологических расстройствах организма.
Жёлчные камни крайне редко наблюдаются у людей в возрасте моложе 25 лет. Присутствие их может сопровождаться чрезвычайно тяжкими страданиями, когда они из жёлчного пузыря через жёлчный проток проникают в двенадцатиперстную кишку. Если они в жёлчном пузыре достигли большой величины, так что заполняют весь просвет протока или даже превосходят его своим поперечником, то обнаруживаются явления так называемой печёночной или жёлчной колики. Слизистая оболочка узкого морщинистого протока сильно раздражается; появляются в высшей степени болезненные сокращения его мышечного слоя; больные жалуются на жгучие, сверлящие или колющие боли в области печени, отдающиеся в подреберья или в плечо. Больные беспокойны, мечутся, появляется холодный пот, пульс слабеет и замедляется. У очень чувствительных лиц появляются даже судороги, обмороки, иногда даже паралич сердца и летальный исход. Колики часто сопровождаются тошнотой, рвотой, запорами. Число и продолжительность приступов весьма различны. Едва камень прошёл через проток жёлчного пузыря, боли моментально проходят, но затем возобновляются, как только камень дойдёт до выходного отверстия общего жёлчного протока.
Особое место в связи с этим занимает удаление камней. Сегодня существует несколько видов и методов удаления желчных камней. Среди них традиционными являются химический или лекарственный, операционный, ультразвуковой, лазерный.